# Afrocrania kaethae
Afrocrania kaethae is een keversoort uit de familie bladkevers (Chrysomelidae). De wetenschappelijke naam van de soort werd in 2001 gepubliceerd door Middelhauve & Wagner.